# Cerro (Cuba)
Cerro è un municipio della capitale cubana dell'Avana.